# Julia Magerl
Julia Magerl (* 2. Mai 2003 in Voitsberg) ist eine österreichische Fußballspielerin, die seit 2023 bei RB Leipzig unter Vertrag steht. Seit 2022 ist sie Nationalspielerin.

## Karriere

### Vereine
Julia Magerl startete ihre sportliche Laufbahn im Alter von fünf Jahren im Voitsberger Fußballkindergarten des ASK Voitsberg. Bis zu ihrem zwölften Lebensjahr spielte sie in den gemischten Teams des ASK Voitsberg, danach wechselte sie nach Graz. Mit 15 wurde sie in die Kampfmannschaft von Sturm Graz geholt. Parallel dazu absolvierte sie die Frauenfußball-Akademie in St. Pölten, wo sie 2022 maturierte. Zur Saison 2023/24 wurde sie neben Michela Croatto und Katja Wienerroither von RB Leipzig verpflichtet.
Im Herbst 2023 wurde sie für die Wahl zur steirischen Nachwuchssportlerin des Jahres nominiert. Im Dezember 2024 verlängerte sie ihren Vertrag bei RB Leipzig vorzeitig bis zum 30. Juni 2027.

### Nationalmannschaft
Magerl absolvierte Einsätze in den U17- und U19-Nationalteams. Von ÖFB-Teamchefin Irene Fuhrmann wurde sie erstmals im November 2021 im Rahmen der Qualifikation für die Fußball-Weltmeisterschaft der Frauen 2023 gegen England und Luxemburg nominiert, allerdings konnte Magerl krankheitsbedingt nicht nach England reisen. Daher gab sie ihr Debüt im österreichischen Frauen-A-Team am 20. Februar 2022 beim 6:1-Testspiel-Sieg zur Vorbereitung auf die Fußball-Europameisterschaft der Frauen 2022 gegen Rumänien in Marbella, wo sie auch ihr erstes Tor für das Nationalteam erzielte.